# 한국농수산식품유통공사
한국농수산식품유통공사(韓國農水産食品流通公社, Korea Agro-Fisheries & Food Trade Corporation, aT)는 농림 축산·수산물의 가격안정·수출 증대·유통 개선 및 식품 산업 육성을 위해 설립된 대한민국의 농림축산식품부 산하 위탁집행형 준정부기관이다. 국제 곡물조달 등 신규 사업이 추가되어 2012년 1월 26일 종전 농수산물유통공사에서 한국농수산식품유통공사로 명칭이 변경되었다.

## 개요
- 설립 연도: 1967년 12월
- 소재지: 전라남도 나주시 문화로 227(빛가람동 347번지)
- 설립 목적: 농·수산물의 가격 안정·수출 증대·유통 개선 및 식품 산업 육성
- 경영비전: 수출과 유통을 통해 미래의 농식품 산업을 주도하는 일류 공기업
- 규모: 국내 11개 지사, 해외 9개 지사

## 주요 사업
- 농·수산물의 저장·처리·가공·판매 및 유통 개선, 농·수산물 유통 산업에 대한 투자·자금대여·알선·기술지도, 외국기술의 도입 및 알선·경영지도·조사·연구·교육, 농·수산물과 그 가공 제품의 시장개척·수출입·품질 관리, 식품 가공에 관한 시험 연구와 기술지원 및 용역 사업, 수급 조절 및 가격 안정을 위한 농·수산물의 수매· 비축과 판매 등이다.

## 연혁
- 1967년 12월 농·수산물의 저장·처리·가공 사업을 위한 농어촌개발공사(農漁村開發公社)로 발족하였다.
- 1973년 식물 연구소를 설치하였다.
- 1978년 정부의 농·수산물 수매 비축 사업을 전담하기 위해 농·수산물 가격 안정 사업단을 부설하였다.
- 1983년 유통 정보 사업을 실시하였다.
- 1985년 유통 교육원을 설치하였다.
- 1987년 1월 농·수산물 유통 개선을 종합적이고 체계적으로 수행하기 위해, 기존의 농어촌개발공사를 확대·개편하여 정부가 전액 출자한 자본금 800억 원으로 농수산물유통공사(農水産物流通公社)로 재발족하였다.
- 2012년 1월 26일 한국농수산식품유통공사로 명칭 변경[1]

## 조직
- 조직은 사장 밑에 관리·수출·유통 이사가 있으며, 이사 밑에 기획실 등 2실 31팀이 있고, 별도로 감사실, aT센터 운영 본부, 화훼 사업 본부, 유통 교육원 및 해외 조직망이 있다. 국내에 11개 지사(서울·경기, 인천, 강원, 대전·충남, 충북, 광주·전남, 전북, 대구·경북, 부산·울산, 경남, 제주), 해외에 9개 지사 (도쿄(東京)·오사카(大阪)·베이징(北京)·상하이(上海)·뉴욕·로스앤젤레스·파리·홍콩·칭타오aT센터·자카르타)가 있다.

- 이사회
- 감사
  - 감사실
    - 청렴감사부
    - 감사부

### 한국농수산식품유통공사
- 비서실
- 홍보실
- aT비즈니스지원단

#### 기획본부
- 기획조정실
  - 전략기획예산부
  - 조직관리부
  - 성과관리부
  - ESG경영부
- 경영지원처
  - 경영지원부
  - 인재지원부
  - 노무복리부
  - 법무지원부
- 재무관리처
  - 기금관리부
  - 정책금융부
  - 회계관리부
- 디지털혁신처
  - 디지털기획부
  - 빅데이터사업부
  - ICT기반부
  - 정보보안부
  - 정보관제TF
- 비상계획실
  - 시설안전부
- 안전보건TF

#### 수급본부
- 수급관리처
  - 수급기획부
  - 채소사업부
  - 유통정보부
  - 신선란수급안정TF
- 비축사업처
  - 비축관리부
  - 양념특작부
  - 보관관리부
  - 품질안전부
- 식량관리처
  - 미곡부
  - 두류부
  - 식량지원부
- 식량자급관리단
  - 식량공급팀
  - 식량육성팀

#### 식품수출본부
- 수출전략처
  - 수출기획부
  - 수출기업육성부
  - 수출정보분석부
  - 글로벌거점지원부
- 해외사업처
  - 신시장개척부
  - 마케팅지원부
  - 신유통채널사업부
  - 크로스보더TF
- 농식품사업처
  - 농임산수출부
  - 수출기반부
  - 식품수출부
  - 신물류구축TF
- 식품산업육성처
  - 식품기획정보부
  - 식품외식지원부
  - 전통식품지원부
- 수산사업단
  - 수산기획팀
  - 수산식품수출팀

#### 유통본부
- 유통조성처
  - 유통기획부
  - 공공식품지원부
  - 푸드플랜부
  - 산지유통부
  - 시장지원부
  - 온라인거래소TF
- 농식품유통교육원
  - 교육지원부
  - 교육운영부
  - 유통연구소

- 화훼사업센터
  - 화훼사업지원부
  - 절화부
  - 분화부
  - 화훼문화정보TF

#### 농수산식품거래소
- 공공급식처
  - 사업기획부
  - 공공급식부
  - 급식지원부
  - 급식시스템부
  - 공공급식플랫폼TF

- 공공급식처
  - 플랫폼지원부
  - 온라인사업부
  - 식품기업육성부
  - 센터운영부

### 지역본부
- 서울경기지역본부
- 인천지역본부
- 강원지역본부
- 충북지역본부
- 대구세종충남지역본부
- 전북지역본부
- 광주전남지역본부
- 대구경북지역본부
- 부산울산지역본부
- 경남지역본부
- 제주지역본부

## 화훼 공판장
- 농·수산물의 국제 경쟁력 강화를 위한 종합 수출 업무 지원 센터로 aT센터를 2002년 11월 서울특별시 서초구 양재동에 개관하였다. 경매를 통한 화훼류 공정 거래 정착 및 유통 개선을 위해 화훼 공판장(서울 서초구 양재동:1991.6 개장)을 운영하고 있다.

## 같이 보기
- aT센터

## 참고 자료
- 한국농수산식품유통공사 - 알리오(공공기관 경영정보 공개시스템)